# Søren Malling
Søren Malling est un acteur danois, né le 3 février 1964 à Kjellerup en Jutland central. Il est notamment connu pour avoir tenu le rôle de l’inspecteur Jan Meyer dans la série télévisée The Killing (Forbrydelsen, 2007).

## Biographie

### Jeunesse et formation
Søren Malling est né le 3 février 1964 à Kjellerup, à 17 km au nord de Silkeborg et 20 km au sud de Viborg en Jutland central. Il a originellement enseigné la plomberie. En 1992, il étudie à  l'école d'art dramatique à l’Odense Teater.

### Carrière
En 2007, il est révélé dans le rôle de l’inspecteur Jan Meyer dans la série télévisée The Killing (Forbrydelsen), pour lequel il est nommé meilleur acteur dans un second rôle à la cérémonie du Crime Thriller Awards en 2011.
En 2010, il interprète le rôle de Torben Friis, rédacteur en chef des journaux de la chaîne TV1, dans la série télévisée Borgen, une femme au pouvoir (Borgen) jusqu'en 2013.
En 2012, il tient un rôle principal aux côtés de Pilou Asbæk dans Hijacking (Kapringen) de Tobias Lindholm, film inspiré de faits réels sur la piraterie somalienne.
En 2015, il retrouve le réalisateur Tobias Lindholm et l’acteur Pilou Asbæk pour A War (Krigen) dans le rôle de Martin R. Olsen, défenseur d’un soldat de retour d'Afghanistan.
En 2017, il est le protagoniste dans le thriller psychologique écossais Keepers (The Vanishing) réalisé par Kristoffer Nyholm aux côtés de Gerard Butler, Peter Mullan et Connor Swindells, dont le tournage commence en avril 2017. Le film sort le 4 janvier 2019.
Et on le retrouve dans la série Dicte en 2016 (sur arte en 2024)

### Vie privée
Le 23 septembre 2013, Søren Malling se marie à Petrine Agger,. Ils ont trois enfants, Vilbjørg Malling, Carla Malling et Hjalte Malling.

## Filmographie
Sauf indication contraire, les informations mentionnées dans cette section peuvent être confirmées par la base de données cinématographiques IMDb,  présente dans la section « Liens externes ».

### Films
- 1998 : Seuls à la maison (Når mor kommer hjem) de Lone Scherfig : Løber
- 1998 : Mifune (Mifunes sidste sang) de Søren Kragh-Jacobsen : Palle Alfons
- 2000 : The Bench (Bænken) de Per Fly : un homme (non crédité)
- 2002 : Polle Fiction de Søren Fauli : Karsten, le moniteur d'auto-école
- 2002 : Charlie Butterfly de Dariusz Steiness : le pompier
- 2005 : Anklaget de Jacob Thuesen : le solliciteur
- 2006 : Rene hjerter de Kenneth Kainz : Bent
- 2007 : Anja og Viktor - brændende kærlighed de Niels Nørløv Hansen : Tommy Jensen
- 2007 : Erik Nietzsche, mes années de jeunesse (De unge år: Erik Nietzsche sagaen del 1) de Jacob Thuesen : Hans Jørgen
- 2007 : Karlas kabale de Charlotte Sachs Bostrup : Børnelokker
- 2008 : Blå mænd de Rasmus Heide : Varberg
- 2008 : Den du frygter de Kristian Levring : Søren Karlsen (voix)
- 2009 : Vølvens forbandelse de Mogens Hagedorn : Poppo
- 2009 : Sorte kugler de Anders Matthesen : Lægen
- 2009 : Winnie og Karina - The Movie de Søren Fauli : Jacob Davantier
- 2009 : Torben et Sylvia (Æblet & ormen) de Anders Morgenthaler et Mads Juul : Kirsbærret Sten (voix)
- 2009 : Storm de Giacomo Campeotto : Simon
- 2009 : Julefrokosten de Rasmus Heide : Torben
- 2010 : Everything will be fine (Alting bliver godt igen) de Christoffer Boe : Karl Nyhansen (vidéo)
- 2010 : Hash de Christian Dyekjær : le Ministre / l’animateur (voix)
- 2010 : Min søsters børn vælter Nordjylland de Martin Miehe-Renard : Svendsen
- 2011 : All for One (Alle for én) de Rasmus Heide : le comptable
- 2012 : Royal Affair (En kongelig affære) de Nikolaj Arcel : Johann  Hartmann
- 2012 : Hijacking (Kapringen) de Tobias Lindholm : Peter C. Ludvigsen
- 2012 : Talenttyven de Jonatan Spang : le directeur de la maison du disque
- 2013 : Skytten de Annette K. Olesen : Flemming Kure
- 2013 : I lossens time de Søren Kragh-Jacobsen : Knud
- 2015 : Men and Chicken (Mænd og høns) de Anders Thomas Jensen : Franz
- 2015 : Idealisten de Christina Rosendahl : Marius Schmidt
- 2015 : The Shamer  (Skammerens datter) de Kenneth Kainz : le maître d’arme
- 2015 : A War (Krigen) de Tobias Lindholm : Martin R. Olsen
- 2015 : Emma & Julemanden: Jagten på elverdronningens hjerte de Søren Frellesen : le pompiste
- 2016 : Parents (Forældre) de Christian Tafdrup : Kjeld
- 2016 : Heartstone (Hjartasteinn) de Guðmundur Arnar Guðmundsson : Sven
- 2017 : Dræberne fra Nibe de Ole Bornedal : Heinz
- 2017 : Mesteren de Charlotte Sieling : Simon
- 2017 : Den bedste mand de Mikkel Serup : Mogens Palle
- 2017 : Gud taler ud de Henrik Ruben Genz : Gud / Uffe
- 2017 : Viking : L'Invasion des Francs (Redbad) de Roel Reiné : Wiglek
- 2018 : Keepers (The Vanishing) de Kristoffer Nyholm : Locke
- 2019 : Skammerens datter II: Slangens gave de Ask Hasselbalch : le maître d’arme
- 2019 : De Frivillige de Frederikke Aspöck : Peter
- 2019 : Domino - La Guerre silencieuse (Domino) de Brian De Palma : Lars Hansen
- 2022 : Rose de Niels Arden Oplev : Andreas
- 2024 : Les Enquêtes du département V : Promesse (Den grænseløse) d'Ole Christian Madsen

### Courts métrages
- 1998 : Stævnemødet de Mads Tobias Olsen : Irving
- 2002 : Den gang jeg slog tiden ihjel de Mads Tobias Olsen : John
- 2003 : Livsforsikringen de Jacob Thuesen : Volmer Tafdrup
- 2003 : Nedenunder de Johan Melin : Expedienten
- 2003 : Små skred de Birgitte Stærmose : l’homme
- 2003 : Tyren de Julie Bille : Preben
- 2006 : Snart kommer tiden de Christian Dyekjær : John
- 2007 : Kaffepausen de Johannes Pico : Erik
- 2009 : Hemmeligheder de Johannes Pico : Jens / le mari
- 2014 : Katusha de Anders Walter : le père
- 2014 : Flyvere i natten de Tobias Gundorff Boesen : Bo

### Téléfilms
- 2002 : Jean de France de Kim Bjarke : un joueur.

### Séries télévisées
- 1997 : Bryggeren : Arbejder (saison 1, épisode 12 : 1884-1887)
- 1998 : Taxa : l’ancien chauffeur (saison 3, épisode 7 : Del 31)
- 2000 : Skjulte spor : Jacob Melander
- 2000 : Rejseholdet : Betjent Madsen (2 épisodes)
- 2001 : Hotellet : Kristoffer Hansen (saison 1, épisode 17)
- 2003 : Nikolaj og Julie : Steen (saison 1, épisode 14)
- 2003 : Forsvar : Steen Abelskov (saison 1, épisode 4 : Uden for loven)
- 2003 : Er du skidt, skat? : Kurt Eierbäch (saison 1, épisode 1)
- 2004 : Fjernsyn for voksne (saison 1, épisode 2)
- 2005 : Ørnen: En krimi-odyssé : Nikolaj Groholskij (saison 2, épisode 1 : Kodenavn: Kronos - Del 9)
- 2006 : Teatret ved Ringvejen : Carsten (6 épisodes)
- 2007 : The Killing (Forbrydelsen) : Jan Meyer (19 épisodes)
- 2008 : Deroute : Steffen (2 épisodes)
- 2009-2010 : Le Gang des braqueurs : la Révolution à main armée (Blekingegade) : Peter Kvist (4 épisodes)
- 2010-2013 : Borgen, une femme au pouvoir (Borgen) : Torben Friis (30 épisodes)
- 2012 : Les Enquêtes de l'inspecteur Wallander (Wallander) : Karlis Liepa (saison 3, épisode 2 : The Dogs of Riga)
- 2013 : Tomgang : Tom (saison 1, épisode 4 : Storskrald)
- 2013 : Europamestrene (9 épisodes)
- 2014 : Ettor & nollor (Ettor Nollor) (2 épisodes)
- 2014 : 1864 : Johan Larsen (6 épisodes)
- 2015 : Losers United : Køter (6 épisodes)
- 2016 : Bedrag : Hans Peter (2 épisodes)
- 2016 : Dicte : Tonni (8 épisodes)
- 2018 : Rig 45 : Jens (6 épisodes)
- 2018 : Flateyjargátan : Gaston Lund (saison 1, épisode 1)
- 2018 : L'ancien combat : Finn
- 2019 : Selfiestan : Michael (saison 1, épisode 6 : Danmark - og kanterne)
- 2019 : Gidseltagningen : Hvalsø (7 épisodes)
- 2020 : L'affaire Kim Wall (Efterforskningen) : Jens Moller (6 épisodes)

Prochainement
- 2019 : Forhøret[réf. nécessaire]

## Distinctions
Sauf indication contraire, les informations mentionnées dans cette section peuvent être confirmées par la base de données cinématographiques IMDb,  présente dans la section « Liens externes ».

### Récompenses
- Festival du film d'Abou Dabi 2012 : Meilleur acteur dans Hijacking (Kapringen)
- Les Arcs Film Festival 2012 : Meilleur acteur dans Hijacking (Kapringen)
- Roberts Festival 2013 : Meilleur acteur dans Hijacking (Kapringen)
- Bodilprisen 2017 : Meilleur acteur dans Forældre
- Roberts Festival 2014 : Meilleur acteur Forældre
- Bodilprisen 2018 : Meilleur acteur dans un second rôle dans Den bedste mand

### Nominations
- Bodilprisen 2008 : Meilleur acteur dans un second rôle dans Erik Nietzsche, mes années de jeunesse (De unge år: Erik Nietzsche sagaen del 1)
- Zulu Awards 2010 : Meilleur acteur dans un second rôle dans Julefrokosten
- Crime Thriller Awards 2011 : Meilleur acteur dans un second rôle dans la série The Killing (Forbrydelsen)
- Bodilprisen 2013 : Meilleur acteur dans Hijacking (Kapringen)
- Zulu Awards 2013 : Meilleur acteur dans Hijacking (Kapringen)
- Roberts Festival 2014 : Meilleur acteur dans la série Borgen, une femme au pouvoir (Borgen)
- Ekko Shortlist Awards 2015 : Meilleur acteur dans le court métrage Flyvere i natten
- Bodilprisen 2016 : Meilleur acteur dans un second rôle dans Idealisten